# Testamento de Afonso II

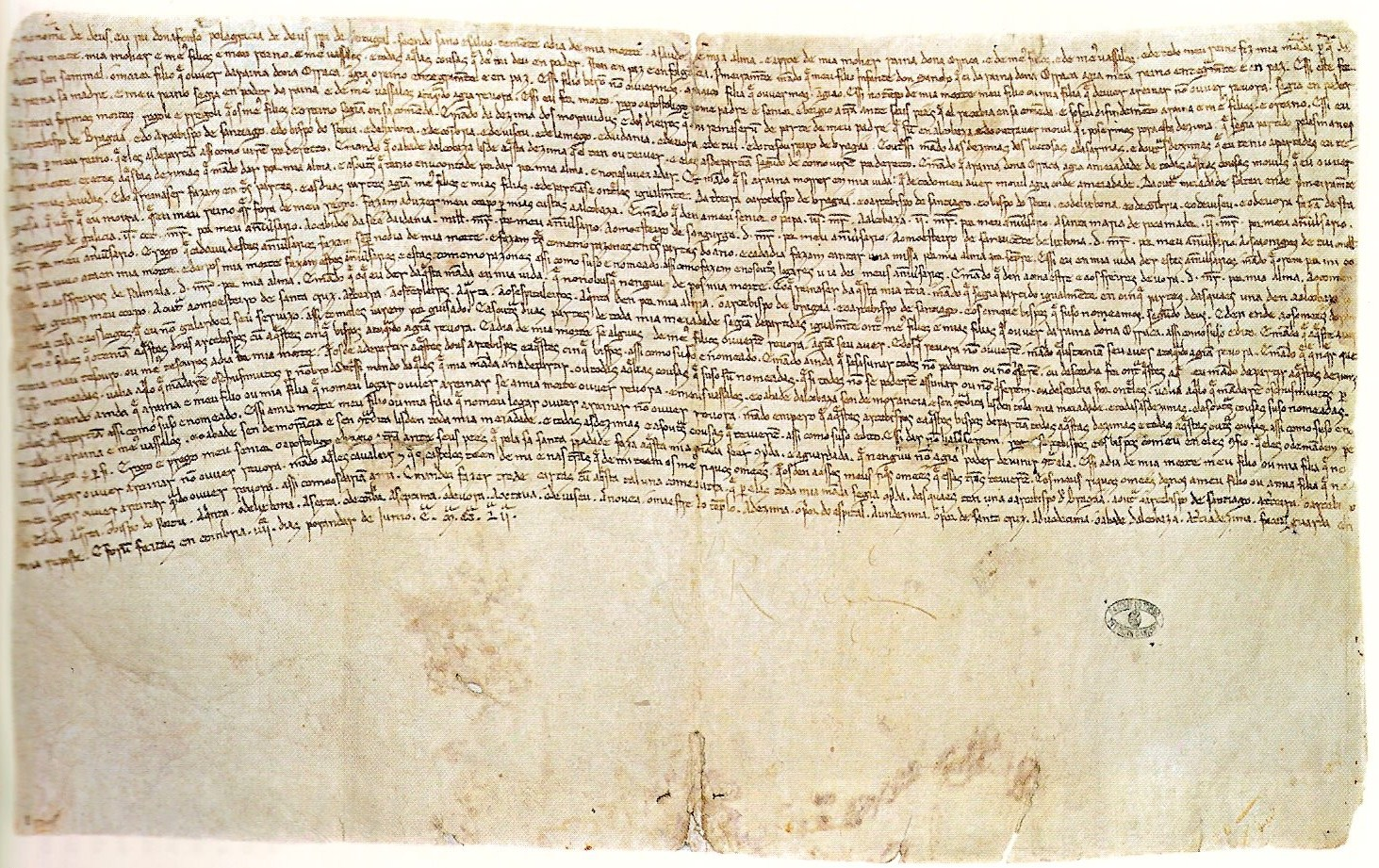
Testamento de Afonso II de Portugal. Manuscrito na Torre do Tombo.

O Testamento de D. Afonso II é o testamento do Rei D. Afonso II de Portugal, escrito em Coimbra e datado de 27 de junho de 1214. É o mais antigo documento régio escrito em galego-português em existência.
Chegou aos nossos dias através de dois manuscritos, um deles enviado ao arcebispo de Braga e atualmente na Torre do Tombo.

## Datação e importância histórica
O testamento de Afonso II, redigido em 27 de junho de 1214 é o documento mais frequentemente apontado e celebrado como o primeiro texto escrito em português.
Existem porém diversos manuscritos possivelmente mais antigos (a maioria, porém, de datação imprecisa) que já evidenciam muitas das características do que viria a ser considerada a língua românica diferente do latim, como o "Pacto dos irmãos Pais" (ca. 1175) e a Notícia do torto (ca. 1214).
Não obstante, o carácter régio do documento e o fato, diferentemente de outros documentos da época, ter uma datação indiscutível e ser indiscutivelmente escrito em uma língua diferente do latim, torna-o, na opinião de alguns autores, um ponto de referência de maior importância para a datação da língua. Assim, no ano de 2014, juntamente com o oitavo século do documento, foi também comemorado o aniversário da língua portuguesa, uma celebração envolta em grande controvérsia, o que é compreensível quando se considera que ainda era uma variante do galego-português e que só em 1536 com a publicação de Grammatica da lingoagem portuguesa de Fernão de Oliveira o idioma entrou na sua fase madura ou moderna.

## Texto
| Em o nome de Deus. Eu, rei Dom Afonso, pela graça de Deus, rei de Portugal, sendo são e salvo, temente o dia de minha morte, a saúde de minha alma e a prol de minha mulher, rainha Dona Urraca, e de meus filhos, e de meus vassalos e de todo meu reino, fiz minha manda, por que depois minha morte, minha mulher, e meus filhos, e meu reino, e meus vassalos e todas aquelas cousas que Deus me deu em poder estejam em paz e em folgança. Primeiramente, mando que meu filho, infante Dom Sancho, que hei da rainha Dona Urraca, haja meu reino inteiramente e em paz. |

| E mandei fazer treze cartas como aquesta, tal uma como a outra, que por elas toda minha manda seja cumprida; das quais tem uma o Arcebispo de Braga, a outra o Arcebispo de Santiago, a terceira o Arcebispo de Toledo, a quarta o Bispo do Porto, a quinta o de Lisboa, a sexta o de Coimbra, a sétima o de Évora, a oitava o de Viseu, a nona o mestre do Templo, a décima o prior do Hospital, a undécima o prior de Santa Cruz, a duodécima o abade de Alcobaça, a terça-décima faço eu guardar em minha reposte. E foram feitas em Coimbra, quatro dias por andar de junho, Era MCCLII. |